# Kosmiczne wojny
Kosmiczne wojny (oryginalny tytuł: Beast Wars, dosł. Wojny Bestii) – seria zabawek Transformers wydawana przez Hasbro między 1995 a 1999. Zabawki były połączone z w pełni komputerowym serialem umiejscowionym w pierwotnym wszechświecie Transformers (znanym z Generation 1). Serial zadebiutował w 1996 jako kontynuacja pierwszego serialu – Generacji 1.
Nazwa „Beast Wars” nie mogła być używana w Kanadzie, z powodu kanadyjskiej Rady Radiofonii i Telewizji, która zabraniała w serialach dla dzieci i młodzieży umieszczać takich pojęć jak „wojna”. Dlatego po wielu problemach serial nazwano „Beasties”.
Twórcami historii byli Bob Forward i Larry DiTillio. Wszystkie trzy sezony zostały wydane na DVD w USA i innych krajach Regionu 1. W Australii z okazji 10-lecia serii wyemitowano serial w Regionie 4. Australijskie wydanie zawiera m.in. komentarze, wywiady i podobne ciekawostki.
Główny projektant, Clyde Klotz, zdobył nagrodę Emmy w kategorii animacji w roku 1997.
W Polsce serial nadawano (kolejno) na Canal+, Polsacie (w wersji z polskim lektorem, którym był Radosław Popłonikowski), TV4 i Fox Kids.

## Historia
Wczesne koncepcje BW ukazywały Transformerów w podobnej, gigantycznej postaci co w poprzedniej serii. Jednak Forward i DiTillio zdecydowali się na inny pomysł: akcja rozgrywać się będzie na prehistorycznej Ziemi na długo zanim rozbiła się na niej „Arka”. DiTillio ujawnił, że decyzja o tym nie została podjęta przed końcem pierwszego sezonu. Dano planecie dwa Księżyce i zdecydowano, że jeden z nich zostanie zniszczony, jeśli zdecydują się na motyw z Ziemią.
Planowano, by BW rozgrywało się w obecnych czasach, lecz pomysł zarzucono. Jedyną pozostałością jest to, że G1 i BW rozgrywają się w tym samym wszechświecie.
Wczesne koncepty mówiły, że dowódcy Maximali i Predaconów (Primal i Megatron) mają być wcieleniami oryginalnych dowódców, Prime'a i Megatrona (Galvatrona), lecz później wyszło na jaw, że to oddzielne charaktery (każdy z nich stanął twarzą w twarz z oryginalnymi dowódcami pod koniec sezonu drugiego). Prawdopodobnie pomysł ten zarzucono wraz z ideą aby BW rozgrywało się w nowożytności.
Pierwotnie serial miał zawierać znacznie więcej postaci, lecz ograniczenia w animacji CGI i przeznaczony na realizację czas zmusił twórców do ograniczenia liczby postaci do pięciu w każdej drużynie, dodając nowe postacie w ciągu całej serii. Według Forwarda, przyczyniło się to do sukcesu BW, gdyż nie trzeba było od zaraz rozpatrywać całej armii postaci, tylko skupić się na charakterze pojedynczych Transformerów.
Poza tym, zamiast Tigatrona w serialu miał wystąpić Wolfang (zmieniający się w wilka), jednak w ostatniej chwili dla zaoszczędzenia pieniędzy został zamieniony, gdyż Tigatron był repaintem (przemalowaną figurką) Cheetora, a więc wystarczało zmodyfikować lekko postać Cheetora by wyglądał jak biały tygrys. W ten sam sposób zaoszczędzono na postaciach Blackarachni (której schemat transformacji był podobny do Tarantulasa) czy Ravage'u, którego głowa była podobizną głowy Tigatrona, w formie robota znajdującej się na klatce piersiowej białego Maximala.
Susan Blu, która podkładała głos Arcee z G1 była dyrektorem dubbingu w BW i podkładała głos postaci Transmutate z epizodu o tej samej nazwie.
Pierwotnie, to Waspinator, a nie Terrorsaur miał zginąć na początku sezonu 2. Jednak z powodu jego popularności w serialu i komiksach zdecydowano go oszczędzić i zabić mniej popularnego Terrorsaura. Waspinator był jedynym Predaconem, który przeżył całą serię Beast Wars i Beast Machines (nie licząc Blackarachnii, która jednak przed końcem serii stała się Maximalką).
Dinobot również miał zostać zniszczony jeszcze podczas sezonu pierwszego. Świadczyć o tym może jedna z ostatnich scen w epizodzie 35 o tytule „Code of Hero”. Na „pogrzebie” Dinobota widzimy Rhinoxa oraz Rattrapa przy panelu sterowania. Naszą uwagę może przykuć fakt, iż Rattrap nie jest ukazany jako „Transmetal” lecz posiada wygląd swojej starej formy!
Sezon trzeci miał zawierać odcinek pt. „Dark Glass”, napisany przez Christy Marx. Skrypt opisywał historię Rattrapa, który po odnalezieniu danych oryginalnego Dinobota wyrusza na samobójczą misję, by zainstalować je w umyśle Transmetal II Dinobota, w akcie desperacji mającym przywrócić jego przyjaciela z powrotem na stronę Maximali. Scenariusz uznano za zbyt mroczny i odrzucono. Do historii nie wszedł także epizod „Go with the Flow”, w którym Dinobot wraca na stronę Maximali po zniszczeniu Rampage’a, którego połowę iskry nosił w swojej klatce piersiowej.

### Reakcje
Choć seria cieszyła się dużym powodzeniem, wielu zagorzałych fanów Transformers nie pochwalało pomysłu zastąpienia maszyn zwierzętami i uznało serię za „pomyłkę przy pracy”, wychodząc z hasłem „TRUKK NOT MUNKY” (umyślnie przekręcone słowa „Ciężarówka, nie małpa”), jednak ten opór wkrótce został złamany, zwłaszcza że część postaci z G1 miała postacie mechanicznych zwierząt. Wkrótce seria przypadła fanom do gustu dzięki swemu mroczniejszemu charakterowi.

## Fabuła
Wielka Wojna pomiędzy Autobotami a Decepticonami dobiegła końca. „Pax Cybertronia” (Pokój Cybertroński) ograniczył podboje obu grup i ukarał zbrodniarzy wojennych, takich jak Galvatron. Dzięki technologii Micromaster Transformerom udało się uzyskać nowe, mniejsze, lepiej wykorzystujące energię postacie, nazwane później „Maximale” (potomkowie Autobotów) i „Predacony” (potomkowie Decepticonów). Proces ten nazwano „The Great Upgrade” (z ang. upgrade – poprawienie czegoś, zwłaszcza w informatyce). Obecnie Transformery powstają dzięki protoformom – podobnym do żelowatych ludzi postaciom, które pozostają w takiej formie dopóki nie znajdzie się dla nich odpowiednia forma. Mogłoby się wydawać, że nie nastąpi już żadna wojna. Niestety, część Predaconów uważała, że Pokój ogranicza ich prawa i klasyfikuje ich jako obywateli drugiej klasy. Lider Predaconów, Megatron (nazwany ku czci wodza Decepticonów, który później stał się Galvatronem) skompletował kilku myślących tak jak on i wraz z nimi ukradł statek „Darkside”. W pogoń za nimi ruszył statek badawczy „Axalon”, dowodzony przez Optimusa Primala (noszącego imię „Optimus” ku czci Optimusa Prime'a, wielkiego lidera Autobotów). Oba statki, wyposażone w transwarpową technologię, cofnęły się w czasie i rozbiły na Ziemi przed milionami lat.
Megatron szukał źródeł energonu – niezwykle silnej i zarazem niestabilnej w surowej formie substancji, która posłużyłaby za źródło energii Predacońskiej armii. Po wylądowaniu na Ziemi okazało się, że energonu jest aż nadto – zbyt długie przebywanie w formie robota spowodowałoby trwałe uszkodzenie robotów. Dlatego zarówno Predacony, jak i Maximale używając swoich skanerów przybrali formy zwierząt, które chronią ich przed zbyt dużym promieniowaniem energonowym.
Przed rozbiciem, „Axalon” wiózł ładunek swoich komór hibernacyjnych, zawierających Maximalskie protoformy. Roboty pozbawione alt-modów (czyli trybu postaci lub pojazdu w który się zmieniają) zostały porzucone na orbicie, by tam stacjonowały zanim „Axalon” nie powróci. W ciągu całej serii kilka z kapsuł spadło na Ziemię, wywołując bitwy między Maximalami i Predaconami o przejęcie nowych członków do drużyny (protoformy można „przeprogramować”). Część, jak Blackarachnia czy Inferno, została zabrana do „Darkside”, inni – jak Airazor albo Tigatron – zostali Maximalami. Dzięki takiemu zabiegowi można było wprowadzać nowe postacie do serialu.
W pewnym momencie zostaje ujawnione, że Transformerzy – na pokładzie statku Autobotów, „Arce” – rozbili na prehistorycznej Ziemi jeszcze zanim zrobili to bohaterzy BW. Megatron zadecydował, że należy wytępić niewielką grupę praludzi, przejąć kontrolę nad Autobotami w „Arce” i zabić Optimusa Prime'a, zanim w 1984 r. wybuch wulkanu odsłoniłby „Arkę”. Dzięki temu wojna obróciłaby się na korzyść Predaconów. Pod koniec sezonu drugiego Megatron zdołał poważnie uszkodzić ciało Optimusa, wywołując wielką burzę czasową; jednak Optimus Primal zabrał iskrę swego przodka, by ją chronić (co dało mu nową postać – Optimal Optimusa), podczas gdy Rhinox i reszta naprawili ciało Prime'a, a oś czasu powróciła do normy.
Wiele z odcinków wprowadzało obce artefakty, nienależące do Ziemian ani mieszkańców Cybertronu, lecz do rasy kosmitów zwanej „Vok”. Artefakty te miały wielką moc. Aktywacja obcej „latarni” zniszczyła to, co wydawało się drugim księżycem, lecz tak naprawdę było wielkim przekaźnikiem obcych. Zniszczenie „planet bustera” zabiło część postaci, zmieniło inne w formy „Transmetal” i pozostawiło część nienaruszoną.
Beast Wars było pierwszą serią Transformers, która wprowadziła śmierć postaci (w filmie z 1986 r. zginęło wielu bohaterów, ale nikt nie zginął naprawdę w serialu). Scorponok, Terrorsaur, Dinobot i Tarantulas zginęli w różnych odstępach czasu. W wielu odcinkach zniszczeniu ulegał Waspinator, lecz nigdy nie zginął – w „Beast Machines” okazało się, że przyjął nowe ciało i imię Thrust.

## Postacie

### Maximale
- Optimus Primal(Optimus Naczelny) – przywódca Maximali. Nazwany ku czci Optimusa Prime'a. Nieustraszony i rozważny dowódca, który nade wszystko przekłada dobro innych. Pod koniec 1. sezonu został zniszczony, lecz powrócił jako Transmetal Optimus. Kiedy Megatron zniszczył ciało Prime'a, Primal przechował jego iskrę, stając się Optimal Optimusem. Na początku zmieniał się w goryla, potem przybrał Transmetalową formę, a na końcu zyskał jeszcze postacie odrzutowca i statku naziemnego.
- Rhinox (Nosoron) – prawa ręka Optimusa, zawzięty naukowiec i złota rączka, potrafiąca zrobić wszystko, poczynając od drobnych napraw statku a na maszynie sprowadzającej iskry z Matrycy kończąc. Pacyfista, nigdy nie zaatakuje pierwszy. Jest całkiem silny i odporny na obrażenia. W walce posługuje się dwoma ogromnymi karabinami Gatlinga. Przez jakiś czas był Predaconem (przeprogramowany przez Megatrona, który potem sam go zaprogramował na Maximala – Rhinox będąc tym złym dał Predaconom niezły wycisk). Rhinox zmienia się w nosorożca; jest jedną z trzech postaci obok Waspinatora i Inferna, która przeszła serię bez żadnych modyfikacji.
- Rattrap (Szczurotron) (dosł. Pułapka na szczury) – to nie jest jeden z tych dzielnych wojowników. Rattrap nie lubi walki i unika jej jak ognia. Jest skrajnym cynikiem i kocha rzucać teksty przepełnione sarkazmem i ironią. Ma ciekawy zwyczaj dawania każdemu jakiegoś przezwiska. Choć jest niski, nie oznacza to, że również słaby – to ekspert od infiltracji i sabotażu – potrafił nawet wyjść w jednym kawałku z „Axalonu” z włączonymi wszystkimi barierami obronnymi. Do tego podkłada bomby jak nikt- jego znakiem firmowym są ładunki wybuchowe, które trzyma w schowkach w przedramionach. Z tego co mówi, wynika, że Arcee z TF G1 jest jego ciotką. Po eksplozji Planet Bustera został Transmetalem. W tej postaci Rattrap ma wzmocniony pancerz oraz zdolność do bardzo szybkiego przemieszczania się dzięki kołom i silnikowi wbudowanym w tryb szczura (Dinobot wykorzystał go w tym trybie nawet jako środek transportu). Z kolei do arsenału Rattrapa dołączył bicz. Oczywiście, Rattrap wciąż posiada swoje schowki na bomby w przedramionach.
- Cheetor (Gepardon) – najmłodszy robot biorący udział w Beast Wars. Jest porywczy, często podejmuje decyzje bez myślenia o ich konsekwencjach. Jego wielkim idolem jest Optimus Primal, którego zawsze popiera. Czuje się mocno niedoceniony przez resztę drużyny i jest na tym punkcie wyjątkowo wyczulony. Z drugiej strony, potrafi być naprawdę przydatny gdy sytuacja tego wymaga. Jest też najszybszym Transformerem „naziemnym”. Dwukrotnie przeszedł transmetalizację, najpierw z powodu Voków, potem Megatrona klonującego Dinobota.
- Dinobot – pierwotnie był Predaconem, jednak poważna kłótnia z Megatronem na temat przywództwa skończyła się dla niego banicją. Także gdy Maximale go widzą po raz pierwszy, chce walczyć z Optimusem o dowodzenie nimi. Przegrywa, ale od tamtego czasu pozostaje wierny Maximalom. Często droczy się z Rattrapem, choć gdy trzeba są gotowi powierzyć sobie życie. Dinobot jest bardzo honorowy- postępuje według kodeksu samuraja i wartości wojownika są dla niego ważniejsze od jego życia, co potwierdził idąc w pojedynkę na samobójczą walkę z Predaconami. Choć unieszkodliwił wtedy wszystkie i uratował będących w okolicy praludzi, przypłacił to życiem, które ostatecznie oddał niszcząc złote dyski. Jedna z najgłębszych postaci w historii Transformers. Na początku zmieniał się w velociraptora, później gdy Dinobot umiera, Megatron przeprowadza eksperymenty nad jego sklonowaniem. Dinobot odradza się jako potężny Transmetal, ślepo lojalny i doskonale uzbrojony. Jednak w najmniej oczekiwanym momencie, odzywa się iskra przynależności do Maximali. Wtedy w tajemnicy przesyła trochę energii Nemezisa do Arki i przez to doprowadza do końca Nemezisa (a także swego życia).
- Tigatron (Tygrytron) – pierwsza z protoform, która trafiła na Ziemię. Samotnik, który ceni sobie niezależność działań, dlatego nie stacjonuje na Axalonie, ale na sporo oddalonym posterunku. Ceni życie ponad wszystko i potrafi nieźle się zdenerwować, gdy egzystencji jego towarzyszy lub innych zwierząt coś zagraża. Dlatego też po śmierci innego białego tygrysa, swojego jedynego kompana w samotni, popada w depresję. Przyjaźni się z Airazor, potem sympatia do niej zmienia się wręcz w miłość. Kończy porwany razem z ukochaną przez kosmitów po tym, jak odkryli ich kolejną placówkę. Zmieniał się w białego tygrysa; później Vok połączyli jego i jego ukochaną w Tigerhawka.
- Airazor (Brzytwozora) (dosł. powietrzna brzytwa) – jej kapsuła wylądowała poważnie uszkodzona i była wtedy bliska śmierci. Miała szczęście, że na ratunek przybył Rhinox, który z wielkim trudem naprawił skaner DNA jej kapsuły i pozwolił wytworzyć nowe ciało. Tym czynem zyskał sobie jej przyjaźń. Przez długi czas była jedynym Maximalem mogącym latać w obu trybach. Choć nie daje po sobie tego poznać przez długi czas, podkochuje się w Tigatronie, który odwzajemnia to uczucie. Gdy odnajduje z nim kolejną placówkę kosmitów, zostaje przez nich porwana wraz z Tigatronem. Zamieniała się w sokoła, później została zmieniona wraz z Tigatronem w Tigerhawka.
- Silverbolt (dosł. Srebrny Grom) – jedna z dwóch protoform, które wylądowały na Ziemi uszkodzone, w wyniku czego ich skanery DNA pobrały dane dwóch zwierząt. W przypadku Silverbolta były to wilk i orzeł, przez co jego tryb alternatywny jest hybrydą tych zwierząt. Ponieważ odnalazł go Megatron, początkowo walczył po jego stronie, jednak szybko przestały mu odpowiadać jego metody działania. Czarka się przelała, gdy podczas potyczki z Maximalami został ranny i prosił przeciwników o dobicie. Ku swojemu zdziwieniu, nie tylko mu darowali życie, ale i go naprawili. Czyniąc dług wdzięczności, Silverbolt dołączył do Maximali. Postępuje według kodeksu średniowiecznych rycerzy i ich wzorem wybrał sobie swoją księżniczkę i w tej kwestii padło na Blackarachnię. Ta, choć początkowo nie lubiła go i atakowała przy każdej okazji, z czasem jednak zmieniła swoje nastawienie, a w końcu Silverbolt zdobył jej serce. Silverbolt jest bardzo honorowy i dla towarzyszy (zwłaszcza swojej wybranki) potrafi zrobić naprawdę wiele. Przez pewien czas przyjaźnił się z Transmutate i bardzo opłakiwał jego śmierć. Czasami bardziej przejmuje się wydarzeniami dookoła niego, niż to potrzebne.
- Depth Charge – renegat z kolonii Omicron. Jego dom został zniszczony przez Protoformę X (Rampage), dlatego kiedy dowiedział się, że nie zostanie on zabity, ale wysłany w kosmos, postanowił osobiście dopilnować, by ten nie przeżył. W czasie podróży został poddany transmetalizacji i po wylądowaniu przybrał formę metalicznej płaszczki z dodatkowym trybem odrzutowca i sondą w kształcie rekina wielorybiego, która w trybie robota służy jako blaster. Odnalazł Rampage’a, ale nie był w stanie go samodzielnie pokonać, dlatego dołączył do Maximali. Jednak jego chłodny i egoistyczny charakter nie przysparzał mu przyjaciół, poza tym nie słuchał się Optimusa. Wreszcie zmierzył się z Rampage'em, pilnującym Nemesis i zabił go, wbijając mu energon w iskrę; niestety eksplozja zabiła też jego (Depth Charge wypełnił swój obowiązek, ale zapłacił za to najwyższą cenę – Optimus).
- Tigerhawk – to połączeni przez Vok Tigatron i Airazor. Tigerhawk zniszczył bazę Predaconów pod kontrolą Voków. Został porwany przez Tarantulasa chcącego zyskać posłusznego drona, lecz przestraszony wychodzącymi z jego ciała Vokami przypadkiem się wysadził. Z pomocą Cheetora iskry Airazor i Tigatrona połączyły się, tworząc iskrę Tigerhawka. Próbował on powstrzymać Megatrona kontrolującego starożytny statek Decepticonów, Nemesis; niestety, wystrzał z działka zniszczył go. Tigerhawk jest jakby synem Tigatrona i Airazory.

### Predacony
- Megatron II – przez fanów nazywany BW Megatron, aby odróżnić go od oryginalnego Megatrona z G1. Przywódca Predaconów, który jako alt-mod obrał sobie tyranozaura. Megatron jest nieco ekscentryczną postacią, często mówi do siebie i używa zwrotu „Taaaak” (albo „Nieeee”). Po pierwszej transmetalizacji zyskał „rolki” na stopach i turbiny na plecach pozwalające mu latać. Kiedy połączył iskrę oryginalnego Megatrona ze swoją, zyskał nową postać – czerwonego smoka zionącego ogniem i lodem.
- Waspinator (Osator) – przygłupawy Predacon, który stanowi największy ładunek humoru w BW (choć mało wybrednego, bo polegającego głównie na robieniu sobie i innym krzywdy). Jego głos przypomina brzęczenie osy. Mówi o sobie w trzeciej osobie (np. Dlaczego świat nienawidzi Wassssspinatora?). Zmienia się w osę, a jego bronią jest granatnik z pociskami podobnymi do żądeł. Jako jedyny Predacon przetrwał BW i Beast Machines, choć w kontynuacji serii pojawił się jako Thrust. Również jest jedną z trzech postaci, która przez całą serię nie zyskała żadnego ulepszenia (obok Rhinoxa i Inferna). To on wypowiedział ostatnie słowa w serii: będąc otoczonym przez ludzi, czczących go jako boga, powiedział „Wasssspinator nareszcie szczęśliwy” (Wazzzpinator happy at last).
- Scorponok (Scorpinor) – jest inteligentnym oficerem Megatrona, lecz czasem nie do końca potrafi zrobić użytek ze swojego rozumu. Nadzoruje pracą komputera pokładowego Predaconów i dowodzi drużyną kiedy Megatrona nie ma. Zamienia się w skorpiona; nie został Transmetalem. Jego partnerem jest mechaniczna pszczoła, którą wypuszcza na zwiady. Zginął wpadając do lawy.
- Terrorsaur – jeden z lataczy Predaconów. Terrorsaur jest służalczym lizusem, ale zarazem planuje rebelię przeciw Megatronowi. Jednak po którejś z kolei porażce staje się lojalnym żołnierzem. Zamienia się w pterodaktyla; jego głos przypomina skrzek, a między wypowiedziami często wtrąca krótkie „raauk”. Jego twarz wydaje się ciągle nosić służalczy uśmiech. Zginął wpadając do lawy.
- Tarantulas (Tarantulator) – kompletny świr, ale inteligentny świr, agent Tajnej Policji Predatonów i Rady Tripredacusa. Choć Tarantulas został zabrany w charakterze wojownika, jest raczej typem szalonego naukowca. Planował opuścić Ziemię bez wiedzy innych Predaconów, zamierzał również obalić Megatrona. Zamieniał się w tarantulę; po transmetalizacji zyskał kółka upodabniające go do motocykla. Jedynym Predaconem, któremu ufał, była Blackarachnia. Kiedy Tarantulator wszczepił do Optimusa strzałę, która przejęła na nim kontrolę, wraz z Szybkim Ciosem zamierzał też wyeliminować Megatrona, lecz zapłacił za to „spaleniem”. Później przejął Tigerhawka, by zrobić z niego lojalnego żołnierza i wyssać z niego energię Voków. Prawie mu się to udało, ale cały jego plan spalił się na panewce, gdy Vokowie wyszli z ciała Tigerhawka i przejęli ciało Tarantulatora. A ponieważ jego działo było ustawione na częstotliwość Voków, sam sobie wyssał energię, przez co wybuchł, ginąc.
- Blackarachnia – jedyna kobieta wśród Predaconów. Została odnaleziona jako protoforma i zyskała tryb pająka dzięki Tarantulasowi. Później pomagała mu w jego spisku przeciw innym, lecz wycofała się z tego. Później, pod wpływem miłości do Silverbolta, przeszła na stronę Maximali, aczkolwiek miała problemy z integracją z nowymi kompanami (z jednej strony podrywał ją Cheetor, a z drugiej negatywnie do niej nastawiony był Rattrap). Po swojej transmetalizacji Blackarachnia zyskała formę mechanicznego pająka.
- Inferno – niesłychanie lojalny Predacon-podpalacz o nieprzewidywalnej naturze. Inferno był protoformą, która spadła na Ziemię. Tarantulas i Blackarachnia próbowali stworzyć trzeciego pająka, lecz skanery kapsuły pobrały motyw czerwonej mrówki. Wskutek wypadku, obwody zwierzęce przejęły kontrolę nad układem logicznym Inferna. Uważał kapsułę za swą kolonię, a wszystkich innych za najeźdźców. Po zniszczeniu kapsuły przez Tigatrona znienawidził Maximale i przystał do Predaconów. Miał zwyczaj zwracania się do Megatrona per „Królowo” („Royalty”), nazywania „Darkside” kolonią, a Predaconów – trutniami. W skład jego uzbrojenia wchodziły dwa miotacze ognia. Wydaje się być jedynym Predaconem, którego Megatron na swój sposób otacza przyjaźnią, a nawet troską – kiedy został on ranny w czasie walki z Dinobotem i Rhinoxem, Megatron nie zostawił go samego, ale zabrał ze sobą na Darkside. Choć szalony, bywał bardzo towarzyski, nieraz grając z Predaconami w karty.
- Rampage – „mroczny sekret Axalonu”, jak nazwał go Optimus. Rampage był efektem badań nad sklonowaniem iskry Starscreama. W efekcie powstała niezwykle agresywna istota nienawidząca wszystkich dookoła. Axalon miał go wyrzucić gdzieś z dala od Cybertronu, by nikomu nie wyrządził krzywdy. Jednak burza i reakcja energonu obudziły protoformę, która (wcześniej poddana procesowi transmetalizacji) znalazła sobie tryb kraba. Rampage mógł także zamieniać się w czołg, gdyż w kleszczach miał ukryte gąsienice. W pogoń za nim ruszył Depth Charge. Choć był okrutny i rozbawiony na widok ofiar, wydawał się po prostu czuć samotnym; znalazło to wyraz, kiedy zginęła Transmutate. Właściwie nie był Predaconem, ale Megatron usunął połowę jego iskry i ściskając ją, sprawiał mu ból, kontrolując go.
- Quickstrike – jeden z dwóch Fuzorsów. Kapsuła QuickStrike’a miała uszkodzony skaner DNA i w efekcie połączyła skorpiona z kobrą, tworząc alt-mod tego Predacona. Po krótkiej rozmowie z Megatronem on i Silverbolt zaatakowali Maximali, lecz ten drugi przyłączył się do drużyny Optimusa. Quickstrike był ekspertem od walki na pustyni; jego kobra (ogon) mogła miotać pociski z energii. On i Inferno zginęli, kiedy Megatron odpalił działa Nemesis.

### Inni
- Vok – rasa kosmitów, którzy umieścili energon na Ziemi. Stworzyli także drugi „księżyc” planety, czyli machinę mającą podpalić złoża energonu. Vok nie mają fizycznej formy – rozmawiając z Optimusem przybrali formę głowy Unicrona, później pojawiali się jako latające, półprzezroczyste czaszki. Przyczynili się także do połączenia Tigatrona i Airazor w Tigerhawka. Są to duchy czasu i przestrzeni, pilnujący jej naturalnego porządku. Mimo że jako latające czaszki z długimi włosami wyglądały podobnie łatwo zauważyć poprzez kolory oczu. Jeden miał zielone świadczące o czasie, a drugi purpurowe związane z przestrzenią.
- Transmutate – przedziwne stworzenie, uszkodzona protoforma, która nie mogła się transformować. Transmutate potrafiła latać, emitować „soniczny jęk” i pole siłowe. Zarówno Silverbolt jak i Rampage chcieli pozyskać sobie przyjaźń Transmutate; niestety, nie mogąc znieść widoku walczących przyjaciół Transmutate poświęciła się i została zniszczona. Widząc Rampage’a płaczącego nad jej ciałem, Silverbolt powiedział do Optimusa Zostawcie go. Teraz... jesteśmy braćmi.
- Rada Tripredacusa – troje Predaconów, przebywających w swoistej stacji kosmicznej – bazie Predaconów. Pojawili się tylko w odcinku „The Agenda I”. Rada składa się z trzech generałów:
  - Ram Horn (rohatyniec nosorożec)
  - Sea Clamp (homar)
  - Cicadacon (cykada)

Wszyscy oni mogą łączyć się w Tripredacusa, jednak ze względu na ograniczenia budżetowe i animacyjne nie odwzorowano ich dokładnie. Generałowie po tym, jak fala kwantowa uderzyła w bazę, namierzyli statek Megatrona i wysłali Ravage’a by odnalazł go, sprowadził z powrotem i wyeliminował Maximali. Poza tym zdetonowali jeden z satelitów, by zakłócił falę i uniemożliwił wykrycie jej na Cybertronie przez Maximali. Nie wiadomo, co się stało z generałami po „Agendzie”. Zostali jednak wspomniani przez Tarantulatora w odcinku „Nowe Zwycięstwa”.
- Ravage – Decepticon przebudowany i przeprogramowany w Predacona. Należał do grupy nazywanej „Casettes”, czyli małych robotów mogących zmieniać się w kasety, przechowywane przez większe postacie. Ravage zachował swój tryb kasetki, ale miał rozmiary normalnego Predacona. Przypominał chodzącego na dwóch łapach jaguara. Ravage został wysłany na Ziemię przez Radę Tripredacusa, chcący złapać i sprowadzić z powrotem Megatrona. Udało mu się go złapać, ale Megatron przekazał mu wiadomość od oryginalnego Megatrona, zyskując lojalność Ravage’a. Jednak wskutek sabotażu Rattrapa jego statek eksplodował; jego ostatnimi słowami było „Decepticoni po wieczność!”.
  - Dźwiękowe ciekawostki: Ravage mówił z rosyjskim akcentem; poza tym jego transformacji towarzyszył oryginalny odgłos przemiany z G1.
- Starscream – Decepticon, prawa ręka Megatrona. Jego iskra, jak twierdził, została wyrzucona w przestrzeń poza zasięgiem czasu gdy chronił Galvatrona przed Unicronem; Blackarachnia jednak odkryła, że to Galvatron go zniszczył za jego zdradę. Starscream opętał ciało Waspinatora i objął tymczasowo władzę nad Decepticonami i częścią Maximali przeciw Megatronowi. Jednak Optimus i Blackarachnia rozbili ciało Waspinatora na kawałki, wyrzucając iskrę Starscream'a w kosmos. Przyrzekł on zemstę, nawet gdyby miało mu to zająć wieczność.

## Głosy
Głosy podkładali następujący aktorzy:
| Aktor(ka)                 | Postać                                               |
| ------------------------- | ---------------------------------------------------- |
| Gary Chalk                | Optimus Primal                                       |
| Richard Newman            | Rhinox, Vok                                          |
| Ian James Corlett         | Cheetor, Sentinel, komputer Maximali                 |
| Scott McNeil              | Rattrap, Dinobot, Dinobot II, Silverbolt, Waspinator |
| Blu Mankuma               | Tigatron, Tigerhawk, Vok                             |
| Pauline Newstone          | Airazor                                              |
| David Sobolov             | Depth Charge                                         |
| David Kaye                | Megatron                                             |
| Don Brown                 | Scorponok                                            |
| Alec Willows              | Tarantulas                                           |
| Doug Parker               | Terrorsaur, Starscream                               |
| Venus Terzo               | Blackarachnia                                        |
| Jim Byrnes                | Inferno                                              |
| Colin Murdock             | Quickstrike                                          |
| Campbell Lane             | Rampage                                              |
| Elizabeth Carol Savenkoff | komputer Predaconów                                  |
| Lee Tockar                | Ravage                                               |
| Susan Blu                 | Transmutate, Una                                     |

## Polskie nazwy postaci
- Optimus Primal – Optimus Naczelny
- Rhinox – Nosoron
- Rattrap – Szczurotron
- Cheetor – Gepardon
- Dinobot – Dinobot
- Tigatron – Tygrytron
- Airazor – Brzytwozora
- Silverbolt – Wilkor
- Depth Charge – Głębinobot
- Megatron – Megatron
- Waspinator – Osator
- Scorponok – Skorpinor
- Terrorsaur – Terrozaur
- Tarantulas – Tarantulator
- Blackarachnia – Arachna
- Inferno – Inferno
- Quickstrike – Szybki Cios
- Rampage – Pieniacz
- Vok – Vok
- Starscream – Gwiezdny Krzyk
- Ravage – Zniszcztator
- Unicron – Rogacz (W odcinku pt. Possession został nazwany „Gigantycznym Transformerem”)
- Transmutate – Transmutant
- Tigerhawk – Tygrysi Jastrząb

## Spis odcinków
| Nr             | Polski tytuł                            | Angielski tytuł       |
| -------------- | --------------------------------------- | --------------------- |
|                |                                         |                       |
| SERIA PIERWSZA |                                         |                       |
|                |                                         |                       |
| 01             | Wojna bestii                            | Beast Wars            |
| 02             | Wojna bestii                            | Beast Wars            |
|                |                                         |                       |
| 03             | W sieci                                 | The Web               |
|                |                                         |                       |
| 04             | Wyrównane siły                          | Equal Measures        |
|                |                                         |                       |
| 05             | Kamienne kręgi                          | Chain of Command      |
|                |                                         |                       |
| 06             | Źródło mocy                             | Power Surge           |
|                |                                         |                       |
| 07             | Tygrytron                               | Fallen Comrades       |
|                |                                         |                       |
| 08             | Podwójny agent                          | Double Jeopardy       |
|                |                                         |                       |
| 09             | Pułapka na myszy                        | A Better Mousetrap    |
|                |                                         |                       |
| 10             | Optimus atakuje                         | Gorilla Warfare       |
|                |                                         |                       |
| 11             | Sonda                                   | The Probe             |
|                |                                         |                       |
| 12             | Zwycięstwo                              | Victory               |
|                |                                         |                       |
| 13             | Mroczny plan                            | Dark Designs          |
|                |                                         |                       |
| 14             | Sobowtór                                | Double Dinobot        |
|                |                                         |                       |
| 15             | Iskra                                   | The Spark             |
|                |                                         |                       |
| 16             | Latająca wyspa                          | The Trigger           |
| 17             | Latająca wyspa                          | The Trigger           |
|                |                                         |                       |
| 18             | Pajęcza sieć                            | Spider's Game         |
|                |                                         |                       |
| 19             | Zew natury                              | Call of the Wild      |
|                |                                         |                       |
| 20             | Wyprawa w mrok                          | Dark Voyage           |
|                |                                         |                       |
| 21             | Opętanie                                | Possession            |
|                |                                         |                       |
| 22             | Niewygodna droga                        | The Low Road          |
|                |                                         |                       |
| 23             | Prawo dżungli                           | Law of the Jungle     |
|                |                                         |                       |
| 24             | Przed burzą                             | Before the Storm      |
|                |                                         |                       |
| 25             | Wizyta gospodarzy                       | Other Voices          |
| 26             | Wizyta gospodarzy                       | Other Voices          |
|                |                                         |                       |
| SERIA DRUGA    |                                         |                       |
|                |                                         |                       |
| 27             | Krajobraz po bitwie                     | Aftermath             |
|                |                                         |                       |
| 28             | Nowe siły                               | Coming of the Fuzors  |
| 29             | Nowe siły                               | Coming of the Fuzors  |
|                |                                         |                       |
| 30             | Pajęcza intryga                         | Tangled Web           |
|                |                                         |                       |
| 31             | Predaton czy Maximal                    | Maximal, No More      |
|                |                                         |                       |
| 32             | Nowi goście                             | Other Visits          |
| 33             | Nowi goście                             | Other Visits          |
|                |                                         |                       |
| 34             | Iskra zła                               | Bad Spark             |
|                |                                         |                       |
| 35             | Kodeks bohaterski                       | Code of Hero          |
|                |                                         |                       |
| 36             | Transmutant                             | Transmutate           |
|                |                                         |                       |
| 37             | Tajny Agent                             | The Agenda            |
| 38             | Tajny Agent                             | The Agenda            |
| 39             | Tajny Agent                             | The Agenda            |
|                |                                         |                       |
| SERIA TRZECIA  |                                         |                       |
|                |                                         |                       |
| 40             | Optymalna sytuacja                      | Optimal Situation     |
|                |                                         |                       |
| 41             | Głębinobot                              | Deep Metal            |
|                |                                         |                       |
| 42             | Zmiana warty                            | Changing of the Guard |
|                |                                         |                       |
| 43             | Cięcie                                  | Cutting Edge          |
|                |                                         |                       |
| 44             | Krzyk (część 1) Fatalny krzyk (część 2) | Feral Scream          |
| 45             | Krzyk (część 1) Fatalny krzyk (część 2) | Feral Scream          |
|                |                                         |                       |
| 46             | Ucieczka Arachny                        | Proving Grounds       |
|                |                                         |                       |
| 47             | Płyń z prądem                           | Go with the Flow      |
|                |                                         |                       |
| 48             | Rubicon                                 | Crossing the Rubicon  |
|                |                                         |                       |
| 49             | Dwa oblicza Megatrona                   | Master Blaster        |
|                |                                         |                       |
| 50             | Nowe zwycięstwa                         | Other Victories       |
|                |                                         |                       |
| 51             | Nemesis                                 | Nemesis               |
| 52             | Nemesis                                 | Nemesis               |
|                |                                         |                       |